# نيلو مورتينيو براغا
نيلو مورتينيو براغا (بالبرتغالية: Nilo Murtinho Braga‏) الشهير باسم نيلو (3 أبريل 1903 في ريو دي جانيرو ، البرازيل – 7 فبراير 1975) لاعب كرة قدم برازيلي راحل كان يجيد اللعب في مركز المهاجم .
خلال مسيرته الرياضية كلاعب الممتدة من 1918 إلى 1937 حقق بطولة ولاية ريو دي جانيرو 6 مرات أربع منها على التوالي 1924 ، 1930 ، 1932 ، 1933 ، 1934 ، 1935 كما توج هدافا لنفس البطولة 3 مرات 1924 ، 1927 ، و 1933 .
شارك مع منتخب البرازيل في بطولة كأس العالم لكرة القدم 1930 التي أقيمت في الأوروغواي ولعب المباراة الأولى أمام منتخب يوغوسلافيا التي بالخسارة 1-2 .

## روابط خارجية
- نيلو مورتينيو براغا على موقع الاتحاد الدولي (مؤرشف)  (الإنجليزية)
- نيلو مورتينيو براغا على موقع قاعدة بيانات كرة القدم.إي يو (الإنجليزية)
- نيلو مورتينيو براغا على موقع Soccerway.com (الإنجليزية)